# Saul

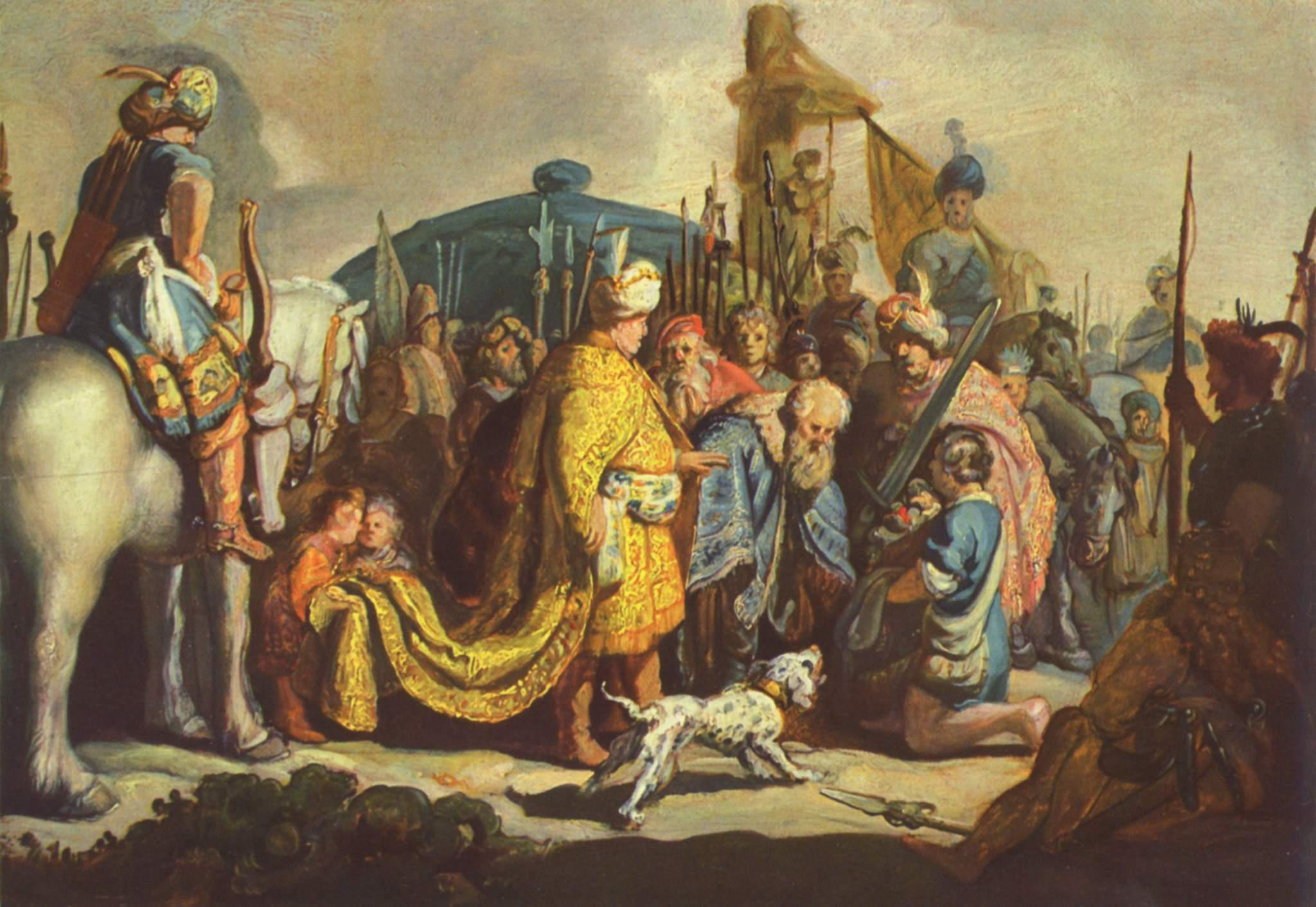
Saul ser på David med Goliats huvud (Rembrandt)

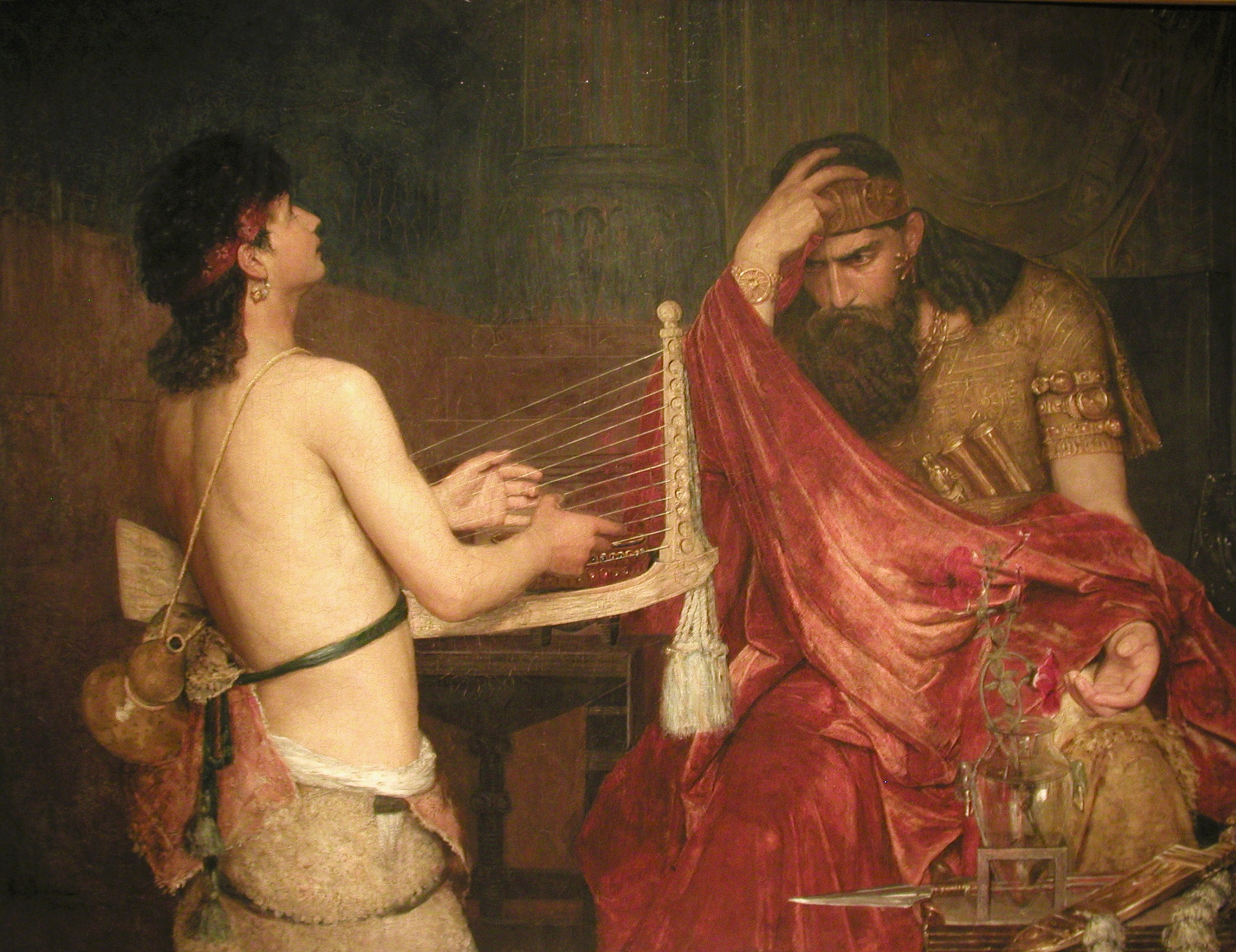
David och Saul (1878) målad av Ernst Josephson

Saul är enligt Bibeln Israels förste kung. 
Saul var enligt Bibeln en ättling till Jakobs yngste son Benjamin. Han smordes till Israels förste kung av profeten Samuel och ledde sitt folk mot filistéerna. Som konung brukar han omnämnas som dåligt rustad för de uppgifter han konfronterades med. Sauls karaktär beskrivs som ojämn och han misshagade Gud vid flera tillfällen. Hans viktigaste roll ska ha varit att uppfostra sin efterträdare David som också blev mycket god vän med Sauls son Jonathan. Utöver Jonathan hade Saul även döttrarna Mikal och Merab samt sönerna Jishjo och Malki-Shua.

## Den bibliska berättelsen
Sauls liv beskrivs i Samuelsböckerna.

### Kung Sauls ätt
Saul sägs ha varit son till Kish och tillhört Matriätten, en del av Benjaminstammen. Han ska ha vuxit upp i Gibea.
Saul gifte sig med Ahinoam, dotter till Ahimaaz. Tillsammans fick de fyra söner: Jonathan, Abinadab, Malki-shua och Jishjo, samt döttrarna Mikal och Merab. Saul hade även en älskarinna vid namn Rizpah, dotter till Ahia. Med henne fick han sönerna Armoni och Mefivoshet.
Saul stupade i slaget vid Gilboa och begravdes i Zelah. Även tre av hans söner, Jonathan, Abinadab och Malki-shua, dog tillsammans med honom vid Gilboa. Efter Sauls död blev hans son Jishjo kung över israeliterna vid fyrtio års ålder. Han regerade i två år innan han mördades av sina egna officerare.
För att blidka Gibiterna, vilka Saul tidigare krigat mot, beslutade kung David att överlämna Sauls två överlevande söner, Armoni och Mefivoshet, samt fem av Sauls barnbarn (Merabs söner). Gibiterna avrättade alla sju genom hängning. Efter avrättningarna var Sauls enda manliga ättling Mefivoshet, Jonathans femårige son, som skonades tack vare den ed som David och Jonatan hade svurit varandra. Mefivoshet växte upp under Davids beskydd och fick senare en son vid namn Mika. Ätten fortsatte sedan i nio generationer varefter den inte längre omnämns.

### Saul blir konung
Det finns tre versioner av berättelsen om hur Saul blev konung över israeliterna:
1. Saul skickas med en tjänare för att hitta sin fars bortsprungna åsna. Efter en dags sökande hamnar de båda vid Zuph där Saul vill avbryta sökandet och gå hem. Tjänaren berättar då om en siare som bor i närliggande Ramah och föreslår att de går till honom och frågar om åsnan. När Saul och tjänaren kommer till siaren visar det sig vara profeten Samuel. Samuel erbjuder dem mat och husrum. Han utser sedan Saul till konung över israeliterna.[5]
2. Ett beslut har nåtts om att israeliterna behöver en gemensam konung likt de andra rikena som omger dem. Samuel samlar Israels stammar vid Mispah i benjamiternas land för att utse en konung. Samuel använder sig av Urim och Tummim[6] och kommer därigenom fram till att konungen ska komma från Benjaminstammen. Han utröner vidare att konungen ska komma från Matri-ätten, och förstår till slut att det är Saul som ska bli konung. Saul beger sig sedan hem till Gibea tillsammans med en samling följeslagare, men många är öppet kritiska mot honom.[7]
3. Ammoniterna under kung Nahash belägrar Jabesh-Gilead och i utbyte mot att skona befolkningen kräver de att alla invånare ska bli deras slavar och att de dessutom ska få sitt högra öga utstucket. Israeliterna vägrar och skickar meddelanden till de andra stammarna för att be om hjälp. Saul uppbådar då en armé och beger sig till Jabesh-Gilead. Han besegrar ammoniterna och blir utnämnd till konung över israeliterna vid en samling i Gilgal där Samuel även nämner att Saul är Guds utvalde. Sauls första order som konung förbjuder hämndaktioner mot de som motsatt sig valet av honom som konung.[8]

Historikern André Lemaire menar att av de tre versionerna är den tredje den mest sannolika. Den första är alldeles för privat och händelserna i den andra skulle sannolikt leda till inbördeskrig.

### Sauls militära segrar
Efter segern vid Jabesh-Gilead utför Saul flera kampanjer mot Moabriket, ammoniterna, Edomriket, Aram Rehobriket, Aram Zobahriket och filistéerna. Gamla testamentet nämner att vart han än vände sig segrade han. 
Under sitt andra år som konung lyckas Saul tillsammans med sin son Jonathan besegra en massiv filisteisk styrka i slaget vid Mikmas. För att vinna Guds favör fattar Saul ett förhastat beslut att hans armé måste fasta. Detta leder dock till att soldaterna blir för hungriga och försvagade för att kunna förfölja filistéerna när de flyr. Jonathan, som leder ett bakhåll med sin vapenbärare, är ovetande om Sauls beslut att fasta och äter därför honung innan han anfaller filistéerna. Efter slaget inser Jonathan att han brutit sin faders ed, vilket är bestraffat med döden. Men eftersom det var Jonathans bakhåll som ledde till den filisteiska arméns sammanbrott, blir han skonad..

### Saul förkastas
Under Sauls kampanj mot filistéerna ber Samuel honom att vänta med sin armé i sju dagar på att Samuel skall komma till platsen och utföra viktiga riter. Saul väntar i en vecka som han blivit tillsagd men då Samuel inte dykt upp och armén börjar bli rastlös bestämmer han sig för att själv utföra riterna. Precis när han avslutar sista riten dyker Samuel upp och skäller ut Saul för att denne inte lytt hans instruktioner. Inget mer händer vid tillfället men en klyfta börjar uppstå mellan Saul och Samuel. 
Flera år senare beordrar Samuel Saul att gå till krig mot Amalekerriket och dräpa alla som lever där. Samuel säger "Gud har gett alla de fiender du mött och gett dig ett land att äga och härska över, Du skall skymma blotta minnet av Amalek från himmelen, glöm inte det".
Saul skickar då sändebud till Keniterna som bor i Amalek och ber dem lämna riket, vilket de gör. Han går sedan till anfall och erövrar riket. Därefter dräper han alla män, kvinnor, barn och magra boskapsdjur som finns i riket. Dock låter Saul Alameks kung leva som hans fånge och han behåller rikets finaste boskapsdjur för sig själv. När Samuel får reda på detta blir han rasande på att Saul inte gjort som han blivit tillsagd. Samuel säger till Saul att Gud nu förkastar honom som konung på grund av hans olydnad och han dödar sedan den alamekiske kungen själv. När Samuel är på väg att lämna platsen tar Saul tag i hans kläder, vilket resulterar i att ett tygstycke slits av. Samuel förutspår då att "på samma sätt skall ditt rike slitas från dig" och han beger sig sedan hem. Saul och Samuel kom aldrig att mötas igen efter händelsen.

### Saul och David
Efter att Saul förkastats av Gud kommer David in i berättelsen som därefter fokuserar mer på David och Sauls problematiska relation till varandra
- Samuel är på väg till Betlehem för att offra och bjuder under resan in Jesse och hans söner. Samuel och Jesse äter middag tillsammans och Jesse presenterar sedan sina söner en efter en för Samuel som inte är särskilt imponerad. Till slut skickar Jesse efter David som är ute och vallar fåren. När Samuel får se David säger han att David är den som kommer bli kung över Israel.
- I Första Samuelsboken kap. 16 plågas Saul av en ond ande som Gud skickat för att straffa honom. Han ber om lugnande musik och en tjänare föreslår då Jesses son David som skall vara duktig på att spela harpa. David beskrivs på följande sätt: "en son till Jesse som är en duktig musiker och en modig man, en man gjord för krig, vältalig och vacker, gud är med honom". Saul låter skicka efter David som skickas till kungen av sin far tillsammans med en tribut[14]. Saul utser David till sin vapenbärare och med Jesses tillåtelse får han stanna vid hovet där han lugnar Saul med sin musik.[15]
- I Första Samuelboken kap. 17 berättas att filistéerna återvänt för att anfalla Israel och rikenas arméer samlas på varsin sida av en dal för att strida. Filistéerna har i sin armé en jätte till man som heter Goljat och Goljat utmanar den israelitiska armén på tvekamp men ingen vill strida mot honom. Så fortsätter det i 40 dagar innan David (här beskriven som en ung fåraherde) som är ute och samlar mat åt sina bröder hör Goljats utmaning. David börjar samtala med några israelitiska soldater och hånar filistéerna samt säger att han vill anta utmaningen. Saul får reda på detta och kallar till sig David som berättar att han kan strida mot Goljat. Saul är först tveksam men utnämner sedan David till sin kämpe, han erbjuder även David sin rustning men David vägrar. När David sedan dräper Goljat och beger sig iväg ber Saul sin kusin Abner att hämta tillbaka honom. Saul frågar sedan David vem han är och David svarar att han är Jesses son.[16]

Som belöning för att ha dräpt Goljat erbjuder Saul att David kan få gifta sig med hans äldsta dotter Merab. David tackar nej och fortsätter sedan under kriget mot filistéerna att utmärka sig som soldat. När han och Saul återvänder efter kriget hörs de israeliska kvinnorna sjunga: "Saul har dräpt tusentals, David tio tusentals". Då detta visar att David är en långt mer framstående krigare än Saul börjar Saul frukta Davids stigande popularitet. David blir dessutom god vän med Sauls son Jonathan som ger David sin egen rustning och erkänner att det är David som borde vara kung av Israel.
Relationen mellan David och Saul fortsätter att förvärras och vid två tillfällen kastar Saul ett spjut mot David när denne spelar harpa. David fortsätter att växa i popularitet vilket gör att Saul försöker finna ett sätt att göra sig av med David. Saul erbjuder David sin yngsta dotter Mikal som fru men David nekar då han är för fattig. Saul säger då att han kan få henne för hundra filistéiska förhudar och han hoppas i hemlighet på att David skall dö när han försöker samla in dem. David accepterar utmaningen och han återvänder senare till Saul med tvåhundra filisteiska förhudar. Därmed får David gifta sig med Mikal. Efter bröllopet lyckas Jonathan försona Saul och David under en period, men den onda anden återvänder och börjar hemsöka Saul än en gång. Saul beslutar sig då för att mörda David varpå han skickar lönnmördare till Davids hem i natten. Mikal har dock förvarnat David och hon lurar lönnmördarna genom att lägga en avbild i hans säng medan David flyr. David beger sig till Jonathan som lovar att tala med sin far medan David gömmer sig. Dagen efter samtalar Jonathan med sin far över middagen. När Saul frågar var David är säger Jonathan att han rest till sina bröder. Saul förstår att Jonathan ljuger och skäller ut honom för att han skyddar David och varnar honom för att David kommer att ta kungakronan ifrån honom. Jonathan inser att Saul är fast besluten att mörda David och efter middagen berättar han för David om vad som hänt. De båda vännerna säger farväl till varandra och David flyr ut på landsbygden. Saul gifter därefter bort Mikal med en annan man.
Senare berättar Sauls främste herde Doeg för honom att han fått reda på att David gömmer sig hos överprästen Avimelek i Nob.  Avimelek har dessutom gett David Goljats svärd som förvarats i templet där. Saul skickar sin armé till Nob och dräper Avimelek och 85 andra präster. När han inser att David redan flytt från Nob låter han avrätta hela dess befolkning. Samtidigt har David samlat en styrka med 300 män varav vissa är stråtrövare. Med denna styrka lyckas han rädda staden Keilah från ett filisteiskt anfall. Saul får reda på detta och bestämmer sig för att försöka fånga David i Keilah genom att belägra staden. Innan han hinner fram får David reda på att han är på väg och att invånarna i Keilah kommer att överlämna honom till Saul. David flyr därför till Ziph och gömmer sig på landsbygden medan Saul söker efter honom. Saul kommer sedan att jaga David kring Ziph vid två tillfällen:
Vid det första tillfället blir David förrådd av invånarna i Ziph som berättar var han befinner sig. David får dock reda på detta och flyr till Maon och Saul följer efter. Dock tvingas Saul avbryta jakten då en filisteisk armé invaderar Israel. När Saul besegrat armén beger han sig efter David igen och spårar honom till en grotta vid En-Gedi. Saul och hans soldater beger sig sedan in i grottan för att leta efter David och hans män som lyckas hålla sig gömda. Under sökandet skär David av en bit av Sauls rock utan att bli upptäckt och när Saul kommer ut ur grottan väntar David på honom där. David ger tygbiten till Saul för att visa att han kunnat döda honom och Saul går då med på att lämna David och hans män ifred.
Vid det andra tillfället är David i Ziph igen då han får reda på att Saul är på väg dit för att fånga honom. Saul omringar staden och på natten beger sig David in i Sauls läger med sina män och stjäl Sauls spjut utan att bli upptäckt. Dagen efter möter David Saul än en gång och ger honom spjutet och säger att han åter igen kunde ha dödat honom men valde att inte göra det. Saul går då med på att lägga hela konflikten bakom sig och de båda lovar att de aldrig kommer skada varandra. Saul beger sig sedan av och träffar därefter aldrig David igen.

### Slaget vid Gilboa
Efter att ha slutit fred med David får Saul reda på att filistéerna invaderat Israel igen och att de samlats med en mäktig här vid Shunem. Saul leder sin armé till Gilboaberget för att möta dem där och innan striden söker han upp en sierska i staden Endor. Sierskan vet inte vem Saul är och när han ber henne att sia om det kommande slaget berättar hon att hon inte kan hjälpa honom då kung Saul belagt trolldom med dödsstraff. Saul lovar att kungen inte kommer att skada henne och hon går till slut med på att sia om framtiden. Sierskan frammanar profeten Samuels ande som tidigare förutspått att Saul skulle förlora sitt rike. Samuel berättar att Gud fullständigt avfärdat Saul och att han inte längre lyssnar på Sauls böner. Samuels ande berättar vidare att Gud kommer att ge riket till David, att Saul kommer att förlora slaget och även sitt liv dagen efter. Saul blir så rädd när han hör detta att han svimmar, men sierskan lyckas väcka honom och ger honom mat. 
Slaget vid Gilboa förloras mycket riktigt av israeliterna men gällande Sauls död råder oklarhet. 
- I Första Samuelsboken och i Krönikeboken kap 10 berättas att Saul inser att slaget är förlorat när hans armé flyr. Saul ber då sin vapenbärare att döda honom men denne vägrar. Saul tar då sitt eget liv med sitt svärd.
- I Andra Samuelsboken får David reda på av en amalekit att denne funnit den skadade Saul efter slaget och därefter dödat honom själv. David låter avrätta amalekiten som straff för kungamord.

Efter slaget tar de segrande filistéerna Sauls kropp och halshugger den, de placerar sedan huvudet på staden Beth-shan's murar. De gör samma sak med Sauls tre söner Jonathan, Abinadab och Malki-shua. Sauls rustning placeras i Ashtarothtemplet. På natten smyger några invånare från Jabesh-Gilead in i Beth-shan och hämtar kropparna samt huvudena som sedan kremeras och begravs. När David blir kung låter han hämta Saul och Jonathans benrester och begraver dem i Zela i sin fars grav. En sammanfattning i första krönikeboken avslutar berättelsen om Saul: "Saul dog för sin bristande tro och hängivenhet till herren, för att han inte höll vad han lovat herren och för att han använde sig av trolldom".

## Ändringar i berättelsen
Berättelsen om profeten Samuels födelse beskrivs i första Samuelsboken kap. 1 där hans mor Hanna ber gud om en son och när hon får sonen tackar hon gud vid helgedomen i Shilo. Texten slutar med "hu sa'ul le-Yahweh" Vilket betyder "han är till gud given" Hon döper sedan sonen Samuel. Samuel kan betyda "Gud bönhörde" men hu sa'ul le-Yahweh verkar snarare vara en ordlek på namnet Saul. Många bibelforskare tror därmed att texten till en början var menad att handla om Saul men att den senare ändrades till att handla om Samuel istället.
Berättelsens inställning mot Saul ändras kraftigt från och med att David kommer in i bilden i mitten av första Samuelsboken. I första halvan beskrivs Saul på ett positivt sätt och han är en modig krigarkonung som bryr sig om sitt folk. Efter Davids inträde blir Saul istället en svag och paranoid kung som i perioder verkar lida av galenskap. Mycket av fokuset hamnar på att han slutat följa Samuel och därmed Guds order. Andra halvan av första Samuelsboken anses därför ha skrivits in senare än första halvan, sannolikt för att ge David mer legitimitet. I andra Samuelsboken kap. 1 sörjer David Sauls död vilket troligtvis lagts till så att ingen skuld skall hamna på honom gällande Sauls öde.
Gud ändrar sig och förkastar Saul som konung vilket går emot att Gud skall tillåta botgöring och att Gud är oföränderlig.
I de ursprungliga källorna växlar Sauls titel mellan ledare/befälhavare och konung. 
Det har gjorts flera försökt skapa sammanhang i att det finns två berättelser om Sauls död. Josefus skriver att Saul inte kunde ta sig eget liv och att det därmed var amaleken som dräpte honom. Senare historiker har dock menat att stycket är resultatet av att berättelsen skrivits om flera gånger innan den fick sin slutgiltiga form. Detta synsätt har dock mött kritik då det inte förklarar hur det kommer sig att båda berättelserna om Sauls död finns kvar i texten. Vissa bibelforskare menar dock att de båda styckena inte motsäger varandra. De menar att den första berättelsen om Sauls död är vad som hände och den andra berättelsen är vad amalekiten påstår hände. Amalekiten ljuger alltså i hopp om att vinna Davids respekt men misslyckas då David istället avrättar honom.

## Saul i historien
Huruvida Sauls rike faktiskt existerat är debatterat i forskarvärlden. Det finns inga fynd som tyder på att vare sig Saul eller hans kungadöme skall ha funnits på riktigt. Att judarna skall ha haft en egen monark anses av många vara en efterhandskonstruktion och det första bevisade judiska kungadömet var Juda rike som uppstod på 700-talet fvt.
Om Sauls kungadöme faktiskt har funnits kan det inte ha varit särskilt stort och tros i så fall ha utgjorts av Efraimbergen, benjamiternas land och Gilead. Han kan även ha haft viss makt över Jezreelslätten och bergen i norra Juda. Sauls huvudstad verkar ha varit ett militärläger i närheten av Gibeah. Arkeologiska fynd har visat att judarna på 1000-talet fvt bestod av grupper av bönder och herdar som saknade central administration och konung.